# 9005 Sidorova
9005 Sidorova (1982 UU5) là một tiểu hành tinh vành đai chính được phát hiện ngày 20 tháng 10 năm 1982 bởi L. G. Karachkina ở Đài vật lý thiên văn Crimean.